# Pierre Soumagne
Pierre Soumagne, né le 1er octobre 1987, est un joueur de billard français qui évolue au club de Laxou et au Douarnenez Sport Billard.
À seulement 29 ans, il détient un palmarès impressionnant ainsi que de nombreux records.

## Palmarès

### 14 fois Champion d’Europe
- Vainqueur de la Coupe d'Europe Classic Teams en 2018 et 2019
- Championnat d'Europe de billard carambole cadre 47/2 : 2007, 2008 et 2011
- Championnat d’Europe par Équipe de Jeunes : 2006
- Championnat d'Europe Juniors Cadre 47/2 : 2005 et 2006
- Championnat d'Europe de billard carambole partie libre juniors : 2003, 2004 et 2006
- Championnat d'Europe de billard carambole partie libre cadets : 2003, 2004 et 2005

### 29 fois Champion de France
- Championnat de France de billard carambole cadre 47/1 : 2008, 2011 et 2012
- Championnat de France de billard carambole partie libre : 2011 et 2012
- Championnat de France de billard carambole 1 bande : 2008
- Championnat de France de billard carambole cadre 71/2 : 2007 et 2009
- Championnat de France de billard carambole cadre 47/2 : 2006, 2008 et 2012
- Championnat de France JDS D1 par Équipe : 2006, 2011, 2012, 2017, 2018 et 2019
- Championnat de France par Équipe de Jeunes : 2005 et 2006
- Championnat de France C47/2 Espoirs : 2004, 2005 et 2006
- Championnat de France Libre Espoirs : 2005, 2006, 2007 et 2008
- Championnat de France Libre Cadets : 2004 et 2005

### Records d'Europe
- Plus Jeune Champion d'Europe Masters (C47/2 en 2006 à 19 ans)
- Plus Jeune Champion d'Europe Libre Espoirs (en 2004 à 16 ans)
- Premier joueur à gagner 3 fois le Championnat d'Europe Cadets (2003-2004-2005)

### Records de France
- Plus Jeune Finaliste de France Masters (en 2004 à 16 ans)
- Plus Jeune Champion de France Masters (2006 à 18 ans)
- Plus Jeune Vainqueur de Tournoi Ranking Masters (en 2006 à 18 ans)
- Plus Jeune no 1 Français aux Jeux de Serie (2007 à 19 ans)
- Recordman de France de la M.G au Cadre Espoirs (50,00) 2006
- Corecordman de France de la M.G à la Libre Espoirs (105,00) 2007
- 1er Joueur à gagner 1 Tournoi Ranking dans chaque mode de jeu la  même saison (C47/2 - C71/2 - 1 Bande en 2007 à 19 ans)